# Розентеатр
52°22′22″ пн. ш. 4°52′45″ сх. д. / 52.372861° пн. ш. 4.879164° сх. д.

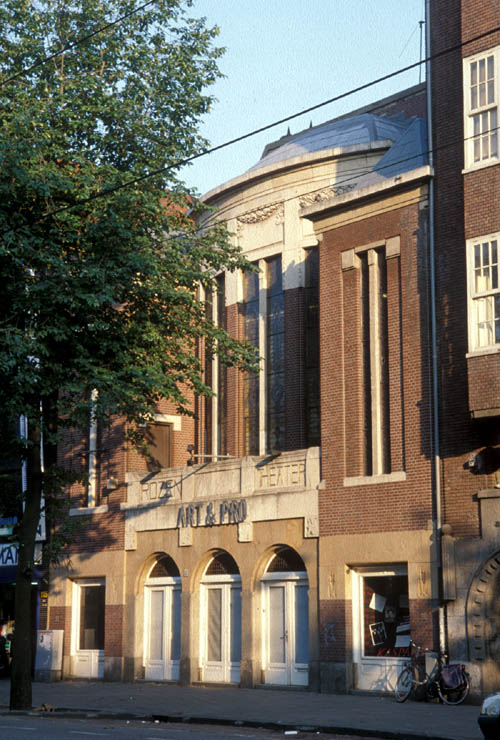
Розентеатр, Амстердам

Розентеатр (нід. Rozentheater, «Театр троянд») — театр вар'єте та інших концертних програм у столиці Нідерландів місті Амстердамі.
Будівля театру розташована на колишньому каналі Розенграхт (нід. Rozengracht), 117. Авторами проекту споруди є архітектори Z. D. Gulden і M. Geldmaker.
Заклад відкрився у 1913 році як кінотеатр. Починаючи від 1918 року тут відбуваються виступи кабаре і вар'єте. 
Протягом існування театр кілька разів змінював назву. Від 2005 року називається Розентеатр.